# Mikołaj Iskrzycki
Mikołaj Iskrzycki herbu Rogala (ur. ok. 1480 roku – zm. przed 30 września 1540 roku) – rotmistrz obrony potocznej, szafarz podatkowy województwa podolskiego (1529), stolnik (od 7 grudnia 1513), podkomorzy (od 6 lipca 1530), starosta (od 8 stycznia 1536) kamieniecki, starosta olsztyniecki, śniatyński.
Pochodził z rodziny śląskiej, osiadłej w Księstwie Cieszyńskim. Podpisywał się «z Iskrzyczyna» (dziś wieś sołecka w gminie Dębowiec w powiecie cieszyńskim, w województwie śląskim).
W 1514 uczestniczył w kampanii moskiewskiej oraz w bitwie pod Orszą. W 1518 stolnik kamieniecki Mikołaj Iskrzycki, którzy przed 29 lipca 1512 ożenił się z Katarzyną Jagielnicką, jedyną sukcesorką chorążego kamienieckiego Jana z Jagielnicy (obecnie w rejonie czortkowskim obwodu tarnopolskiego, Ukraina) oraz wdową po Andrzejowi Mianowskim, łowczym lubelskim, uzyskał konsens na lokację miasteczka we wsi Jagielnica wraz z przywilejem na tygodniowe targi w piątki. W czerwcu 1528 wraz z rotmistrzem Jerzym Jazłowieckim rozbił czambuł tatarów pod Kamieńcem na Podolu.
Poseł województwa podolskiego na sejm piotrkowski 1524/1525 roku, sejm 1529 roku, sejm piotrkowski 1530/1531 roku, sejm krakowski 1531/1532 roku.
Był właścicielem m.in. Balina, Myszkowa. Córka jego Anna (ok. 1520 – ok. 1568) przy życiu ojca po raz pierwszy poślubiła Jana Jordana z Zakliczyna (właściciel m.in. Dukli, syn kasztelana wojnickiego Mikołaja, brat przyrodni Spytka Wawrzyńca Jordana, przyszłego kasztelana krakowskiego), po jego zgonie (w 1548 była wdową) – rotmistrza obrony potocznej oraz starostę skalskiego Hieronima Lanckorońskiego. Fortuna M. Iskrzyckiego przeszła do Lanckorońskich herbu Zadora.